# Orazio Soricelli
Orazio Soricelli (* 9. července 1952 Calvi San Nazzaro) je italský římskokatolický duchovní a arcibiskup Amalfi-Cava de' Tirreni.

## Život
Narodil se 9. července 1952 v Calvi San Nazzaro.
Vstoupil do kněžského semináře v Beneventu a poté do Papežského regionálního semináře ve stejném městě. Po teologické vzdělání byl 11. září 1976 arcibiskupem Raffaelem Calabria vysvěcen na kněze. Po vysvěcení se stal vice-rektorem regionálního semináře následujícího rok byl ustanoven farním vikářem farnosti San Modesto al rione Libertà v Beneventu, kde byl od roku 1986 farářem. Roku 1987 se stal farářem farnosti Santissima Addolorata.
V době svého biskupského jmenování zastával úřad okrskového vikáře, vedoucí Papežského misijního díla v arcidiecézi a regionu, asistent neokatechumenátu a člen pastorační rady. Dne 3. června 2000 jej papež Jan Pavel II. jmenoval arcibiskupem Amalfi-Cava de' Tirreni. Biskupské svěcení přijal 30. června z rukou kardinála Michele Giordana a spolusvětiteli byli arcibiskup Serafino Sprovieri a arcibiskup Beniamino Depalma.